# Tony Sheridan
Pour les articles homonymes, voir Sheridan.
Tony Sheridan, né le 21 mai 1940 à Norwich (Norfolk) et mort le 16 février 2013 à Hambourg, est un guitariste et chanteur britannique, surtout connu pour sa collaboration avec les Beatles à leurs débuts.

## Biographie
Dès l'âge de sept ans, encouragé par ses parents, Tony Sheridan s'intéresse à la musique classique et apprend le violon. À l'école, il excelle en art et étudie brièvement l'art commercial. Mais à 16 ans, il découvre Lonnie Donegan et le skiffle et commence aussitôt à jouer de la guitare. En 1957, il forme son premier groupe, The Saints. Il rejoint le groupe Vince Taylor and His Playboys, l'espace de l'enregistrement du 45 tours Right Behind You Baby / I Like Love sur Parlophone sur lequel il joue, aux dires de Licorice Locking, le bassiste du groupe, un solo époustouflant en une seule prise. En 1959, à l'âge de 18 ans, on le voit jouer de la guitare à la BBC à l'émission Oh Boyǃ. Il est un des artistes invités pour le concert d'Eddie Cochran et Gene Vincent au Liverpool Empire Theatre en mars 1960.
Bruno Koschmider, le propriétaire du Kaiserkeller (en), est de passage à Londres à la recherche d'un groupe de musiciens britanniques pour jouer dans son club de la rue Große Freiheit (en) à Hambourg. L'homme d'affaires allemand recrute le pianiste Iain Hines qui joue au club 2i's (en). Celui-ci accepte son offre et crée sur-le-champ le groupe The Jets qui quitte l'Angleterre pour l’Allemagne de l'Ouest le 4 juin 1960. The Jets, qui comprend Rick Richards, Colin Melander, Pete Wharton, Jimmy Ward et Tony Sheridan, jouent dans ce club durant un mois pour ensuite migrer vers le Top Ten Club (en). Wharton affirme que ce sont les prestations de Sheridan, le guv'nor, qui ont cimenté la place des groupes anglais à Hambourg. Bientôt Sheridan quitte cette formation et devient un artiste solo.
Entre 1960 et 1963, il se fait accompagner par différents groupes, l'un d'entre eux étant les Beatles de passage à Hambourg. Le groupe était alors composé de John Lennon, Paul McCartney, George Harrison, Stuart Sutcliffe et Pete Best. Sheridan, surnommé « The Teacher » par McCartney, a une influence majeure sur ces jeunes musiciens. Harrison le questionne sur les différents accords qu'il utilise, qui lui ont été enseignés par Eddie Cochran, et Lennon s’inspire de sa posture sur scène,. Quand un ami de Bert Kaempfert, le célèbre chef d'orchestre, compositeur et producteur indépendant, les voit sur scène, il lui suggère de les enregistrer ensemble,. Kaempfert renommera le groupe britannique « The Beat Brothers » ; le nom Beatles ressemble trop au mot argotique allemand « pidels » qui a une connotation sexuelle. Jusqu'en 1965, tous les groupes qui accompagneront Sheridan sur disque prendront ce nom. En 1964, le groupe The Bobby Patrick Big Six sera le dernier à le porter, avant d'être crédité sous son propre nom à partir de 1965, et jusqu'à la fin de sa collaboration avec Sheridan en 1968. 
En tout, sept chansons sont enregistrées par les Beatles pour Sheridan sans compter Cry for a Shadow et Ain't She Sweet, jouées uniquement par le groupe. Lorsque le premier 45 tours My Bonnie/The Saints, publié le 23 octobre 1961 (le 5 janvier 1962 pour le Royaume-Uni), atteint la 5e place dans les hit-parades, le label Polydor réalise l'album My Bonnie, avec ces deux chansons complétées par dix autres pistes enregistrées par Sheridan avec ses anciens collègues des Jets. En 1964, au plus fort de la beatlemania, les autres enregistrements avec le groupe du moment seront publiés en 45 tours, crédités à « The Beatles with Tony Sheridan », et compilés sur le 33 tours The Beatles' First !.

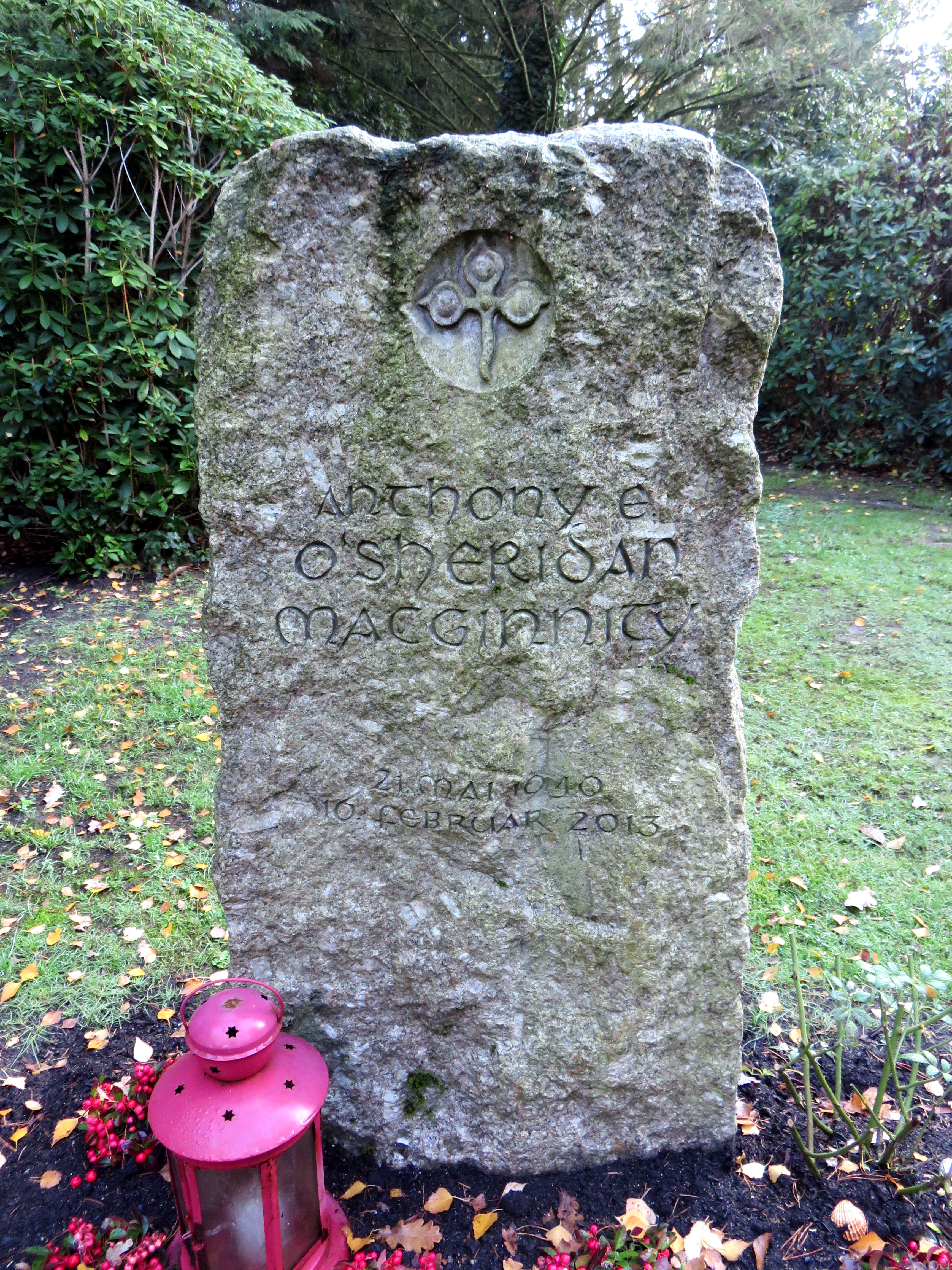
La pierre tombale du musicien au cimetière d'Ohlsdorf à Hambourg

En 1967, déçu du peu de notoriété que lui avait apporté son expérience avec les Beatles, Sheridan, qui se sentait concerné par la guerre du Viêt Nam, décide de jouer pour les troupes de la coalition anticommuniste, mais l'un des membres de son groupe est tué. L'Agence Reuters avait même annoncé que Sheridan lui-même était mort. Pour sa participation en faveur des troupes alliées, Sheridan fut nommé Capitaine honoraire de l'Armée américaine.
Dans les années 1970, il dirige un programme de blues à la radio. En 1978, Sheridan joue au Star Club qui vient de rouvrir. Le 13 août 2002, il sort l'album Vagabond, collection de chansons originales et de relectures de certaines anciennes chansons dont Skinny Minnie (en) en bonus. Approché par le label suédois Opus 3, Tony Sheridan enregistre au chant et à la guitare Tell Me if You Can, coécrite en 1961 avec Paul McCartney, et Indochina, écrite à la suite de ses tournées au Viêt Nam pour les GI américains. Beaucoup plus tard, à titre posthume, un album ayant le titre Tony Sheridan sera publié incluant ces deux chansons, ainsi que neuf autres pièces originales enregistrées chez lui, des arrangements ayant été rajoutés aux pistes de base, et, pour une quatrième fois durant sa carrière, une reprise de sa pièce fétiche, Skinny Minnie.
Marié à Hazel Byng en 1959, ils ont un garçon, Tony Jr, avec lequel il fera de la musique. Tony Sheridan a vécu ses dernières années avec sa troisième femme Anna (née Sievers) au nord de Hambourg, où il meurt du cancer le 16 février 2013.

## Discographie
L'astérisque dénote un titre où les Beatles sont le groupe accompagnateur ou un disque où on les entend sur une ou plusieurs chansons.

### Singles
- *My Bonnie (Mein Herz Ist Bei Dir Nur) / *The Saints (octobre 1961)[14] (#5[15])
- Ich Lieb' Dich So (Ecstasy) / Der Kiss-Me Song (An African's Prayer) (1962)[16]
- Madison Kid / Let's Dance (1962)[17]
- You Are My Sunshine / Swanee River (1962)[18]
- Veedeboom Slop Slop / Let's Slop (1963)[19]
- Ruby Baby / What'd I Say (1963)[20]
- Skinny Minny (en) [sic]  / *Sweet Georgia Brown (avril 1964)[21]
- Jambalaya / Will You Still Love Me Tomorrow (1964)[22]
- Do-Re-Mi / My Babe (1965)[23]
- Vive L'Amour / Hey! Ba-Ba-Re-Bop  (5 août 1965)[24]
- Wolgalied / Alles Aus Liebe Zu Dir (1966)[25]
- The Creep / Just You And Me (1966)[26]
- Ich Will Bei Dir Bleiben / Ich Lass Dich Nie Wieder Geh'n (1967)[27]
- Jailhouse Rock / Skinny Minny (1967)[28]
- Monday Morning / I Believe In Love avec Carole Bell (1973)[29]
- I Was All Alone / C'mon Inside  avec Carole Bell (1973)[30]
- Whole Lotta Shakin' Goin' On / Skinnie Minnie Reprise - Live in Berlin '73 (1974)[31]
- If She'd Have Stayed / Lonely (1975)[32]

### E.P.
- *Mister Twist : publié en France en janvier 1962[33]
- *Ya Ya : publié en Allemagne de l'Ouest en octobre 1962[34],[35]
- Skinny Minny : publié en France en 1964[36]
- Historical Moments avec Rod Davis : publication limitée à 1000 copies (2001)[37]

### Albums
- *My Bonnie avec the Beat Brothers (juin 1962)
- Just a Little Bit of Tony Sheridan avec The Big Six mais crédité aux Beat Brothers (1964)[38] (réédité avec le titre My Babe en 1974)[39]
- On My Mind (1976)[40]
- Ich lieb Dich so (1986)[41]
- Dawn Colours (1987)[42]
- Here & Now (1989)[43]
- Vagabond (2002)[44]
- Chantal Meets Tony Sheridan : A Beatles Story (2004)[45]
- Tony Sheridan and Opus 3 Artists : album posthume (2018)[46]

### Crédités à «The Beatles with Tony Sheridan»
Ces enregistrements ont été commercialisés afin de profiter de la popularité du groupe britannique. L'astérisque dénote une publication créditée simplement aux Beatles.

#### Singles
- My Bonnie / The Saints (27 janvier 1964 - #26 aux États-Unis)[47]
- Cry for a Shadow* / Why  (15 avril 1964 - Allemagne de l'Ouest / 28 février 1964 - Royaume-Uni)[48]
- Why / Cry for a Shadow (27 mars 1964 - États-Unis)[n 4],[49]
- Ain't She Sweet* / If You Love Me, Baby (15 avril 1964 - Allemagne[50] / 29 mai 1964 - #29 Royaume-Uni)[51]
- Ain't She Sweet* / Nobody's Child (6 juillet 1964 - #19 États-Unis) [52]
- Sweet Georgia Brown / Take Out Some Insurance On Me Baby (1er juin 1964 - États-Unis)[53]
- Sweet Georgia Brown / Nobody's Child (Sheridan en solo) (31 janvier 1965 - Allemagne de l'Ouest)[54]

#### E.P.
- My Bonnie (1963, même quatre chansons que sur Mister Twist[n 5] mais pas dans le même ordre)
- Ain't She Sweet* (1964 publié en France)

#### Albums
Premières éditions des albums qui contiennent les huit enregistrements toujours existants des séances des Beatles pour Sheridan, plus quatre autres chansons.
- The Beatles' First ! (1964 en Allemagne de l'Ouest et réédité en 1967 pour l'Angleterre et en 1969 pour la France)[55]
- Very Together (1969 au Canada)[56]
- In the Beginning (Circa 1960) (1970 aux États-Unis)[57]
- The Early Tapes of the Beatles (1984) réédition sur CD des précédents avec ajout de deux autres chansons de Tony Sheridan.